# 서울평화초등학교
서울평화초등학교(서울平和初等學校)는 대한민국 서울특별시 송파구 가락동에 있는 공립 초등학교이다.

## 학교 연혁
- 1992년 10월 21일 서울평화초등학교 개교
- 2003년 2월 28일 다목적 강당 준공
- 2005년 11월 16일 평화정보관 개관식 거행
- 2010년 4월 13일 돌봄교실 개관
- 2013년 4월 26일 위클래스(상담실) 개관
- 2013년 5월 24일 병설유치원 개원
- 2017년 8월 18일 운동장 스탠드 차양막 설치
- 2018년 9월 1일 제8대 이낙수 교장 부임
- 2019년 2월 14일 제26회 졸업식(41명, 누계 3053명)
- 2019년 10월 7일 평화 체육관 완공
- 2020년 2월 14일 제27회 졸업식(39명, 누계 3092명)
- 2020년 2월 17일 외부창호 교체 공사
- 2022년 10월 21일 개교 30주년

## 학교 상징
- 교화 - 장미(신뢰, 사랑, 대범) : 도량이 넓고 명랑 우아하며, 의지가 강하고 원만하며 조화로운 어린이 표상
- 교목 - 느티나무(정직) : 웅대, 수려하고 높은 기상과 고상한 인품을 지닌 건강한 어린이 표상

## 참고 자료
- 서울평화초등학교 - 한국교육학술정보원 학교알리미